# Max Schoeller

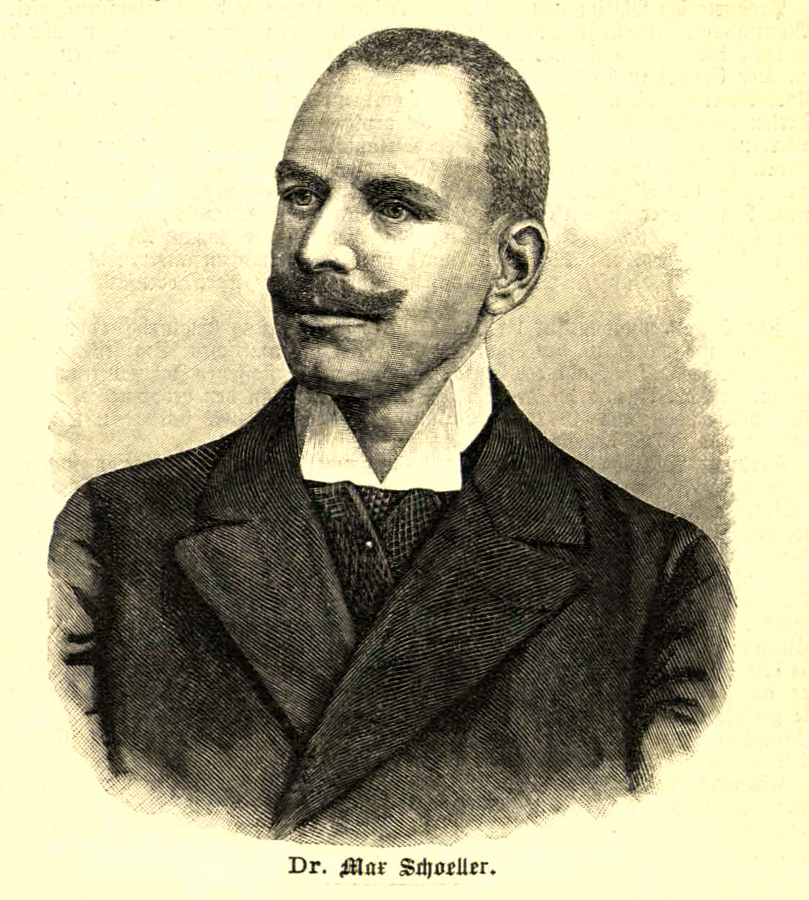
Max Schoeller

Max Schoeller (* 28. Juli 1865 in Düren; † 1943) war ein deutscher Zuckerfabrikant und Ethnologe.

## Familie
Max Schoeller entstammte der Dürener Unternehmerfamilie Schoeller. Sein Vater war Alexander Paul Schoeller (1837–1892), Gründer der Zuckerfabrik Jülich. Seine Mutter war Adele, geb. Carstanjen. Der Geheime Kommerzienrat Leopold Schoeller war sein Großvater. Rudolf Wilhelm Schoeller und Leopold Schoeller waren seine Onkel. Er war verheiratet mit Elly Wessel (1883–1929). Der Verpackungsindustrielle Max Alexander Schoeller (1911–1973) war ihr gemeinsamer Sohn.

## Leben
Nach dem Besuch des Realgymnasiums in Köln und Düren studierte Max Schoeller Chemie an der Technischen Hochschule Karlsruhe, der Ludwig-Maximilians-Universität München und der Albert-Ludwigs-Universität Freiburg. In Karlsruhe wurde er Mitglied des Corps Bavaria. 1890 wurde er in Freiburg zum Dr. phil. promoviert. Anschließend übernahm er bis 1891 eine Tätigkeit in der Zuckerfabrik Schoeller & Skene. 1892 wurde er Vorstandsmitglied der Zuckerfabrik Jülich, Alex. Schoeller & Co. AG. Des Weiteren war er Aufsichtsratsvorsitzender der Sudenburger Maschinen AG, der Berliner Hypothekenbank AG und der Rath, Schoeller & Skene AG.
Nach einer ersten längeren Studienreise 1893 nach Ägypten und Kleinasien unternahm Schoeller 1894 eine wissenschaftliche Expedition nach der Colonia Erythrea in Nordabessinien, auf der er von Georg Schweinfurth und Alfred Kaiser begleitet wurde. Anschließend unternahm er von 1896 bis 1897 eine etwa einjährige wissenschaftliche Großexpedition nach Äquatorial-Ostafrika und Uganda. Zu seinen Begleitern gehörten abermals Alfred Kaiser sowie Carl Georg Schillings. 1897 führte ihn eine dritte Expedition nach Südafrika und Rhodesien. Den Großteil seiner umfangreichen ethnologischen und ethnographischen Sammlung vermachte Schoeller dem Ethnologischen Museum in Berlin. Einen anderen Teil, vor allem Objekte von der ostafrikanischen Küste, aus Pangani, aus Arusha, aus der Gegend um den Kilimandscharo und aus Meru schenkte er 1898 dem Linden Museum in Stuttgart. Der dritte Teil ging an das Völkerkundemuseum in Wien. 
Nach seiner Rückkehr 1898 nach Deutschland widmete sich Schoeller kolonialen Interessen. Von 1900 bis 1910 war er Mitglied des Kolonialrats. Außerdem war er Vorsitzender des Aufsichtsrats der Gesellschaft Nordwest-Kamerun, der Kaffeeplantage Sakarre AG, der Ostafrikanischen Bergwerks- und Plantagen AG und der Deutsch-Ostafrikanischen Gesellschaft.

## Auszeichnungen und Ehrungen
- Eisernes Kreuz II. Klasse
- Roter Adlerorden 4. Klasse
- Friedrichs-Orden 3. Klasse
- Orden der Eisernen Krone (Österreich) 3. Klasse (jedoch ohne eine Erhebung in den Adelstand)
- Orden der Krone von Italien 3. Klasse
- Herzoglich Sachsen-Ernestinischer Hausorden 4. Klasse mit Schwertern
- Erlöser-Orden 4. Klasse
- Medschidije-Orden 2. Klasse mit Stern
- Komtur des Ordem de Nossa Senhora da Conceição de Vila Viçosa
- Sonnen- und Löwenorden 2. Klasse mit Stern
- Türkische Medaille für Kunst und Wissenschaft
- Namensgeber für die von Georg Schweinfurth erstbeschriebenen Aloe schoelleri

## Schriften
- Zur Kenntnis des o-Chlorchinolins und seiner Derivate, 1890
- Mittheilungen über meine Reise in der Colonia Erythrea, Nordabessinien, 1895
- Mitteilungen über meine Reise nach Äquatorial-Ostafrika und Uganda (drei Bände)